# Gullinbursti

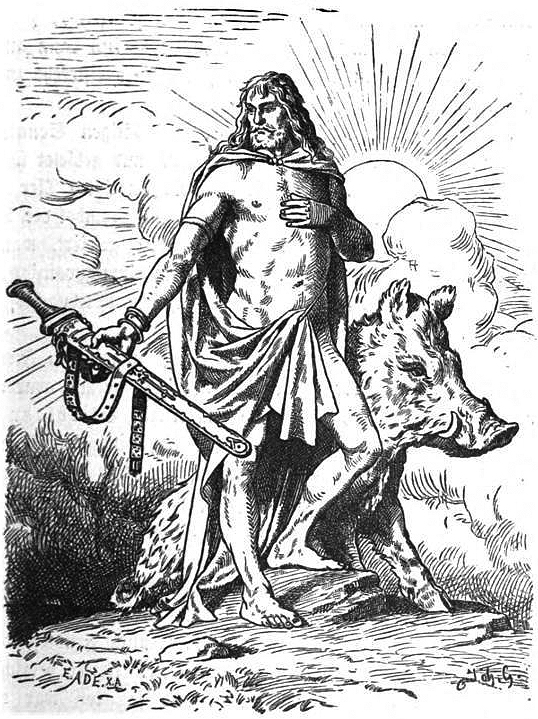
Gullinbursti y Freyr, pintura de Johannes Gehrts (1901).

En la mitología nórdica, Gullinbursti (que significa "Crin dorado" o "Cerdas doradas") es un jabalí/cerdo dorado forjado por el enano Brokk con la ayuda de su hermano Sindri para una competencia que tenía con Loki de hacer tres tesoros, uno para Odín, otro para Thor y el último para Freyr.
A Freyr le dio el cerdo Gullinbursti, diciéndole que podría correr en el aire y sobre el mar día y noche, más rápido que cualquier otro caballo, y que por muy larga que fuese la noche, por más oscuros que fuesen los otros mundos, siempre habría claridad donde estuviera el cerdo de tan brillantes que eran sus cerdas.